# Bertha Marian Skeat
Pour les articles homonymes, voir Skeat.
Bertha Marian Skeat (30 décembre 1861 – 2 décembre 1948) est une écrivaine et directrice d'école britannique.

## Biographie
Skeat naît à East Dereham en 1861. Elle est le premier enfant de Bertha Clara et du philologue, spécialiste de l’œuvre de Geoffrey Chaucer, Walter William Skeat. L'anthropologue Walter William Skeat est son frère. Elle est étudiante au Newnham College de l'université de Cambridge de 1882 à 1886 et obtient une mention très bien à l'examen de langues médiévales et modernes.
Elle obtient ensuite un certificat d'enseignement au Cambridge Teaching College for Women et un doctorat à l'université de Zurich. En 1890, elle revient au Cambridge Teaching College en tant que chargée de cours. Elle est cofondatrice, puis et directrice de l'école Baliol pour filles à Sedbergh de 1899 à 1932. Elle est l'autrice de pièces de théâtre et de poèmes ainsi que de manuels universitaires. Ses compétences linguistiques lui ont permis de créer une liste de mots anglais modernes contenant des voyelles anglo-françaises, qui a été publiée par l'English Dialect Society en 1884. Elle a également écrit un manuel et deux anthologies destinés à l’enseignement de l’anglais. L'école qu'elle a fondée ferme définitivement ses portes en 1932.
Skeat meurt à Sedbergh le 2 décembre 1948.

## Publications
- The Lamentations of Mary Magdalene – a play (1897)
- Atalanta's Race – a play (1907)
- The Crucifixion of Mary, and other Poems (1924)
- Sedbergh Dreams (1930)[3]